# Circulação atmosférica

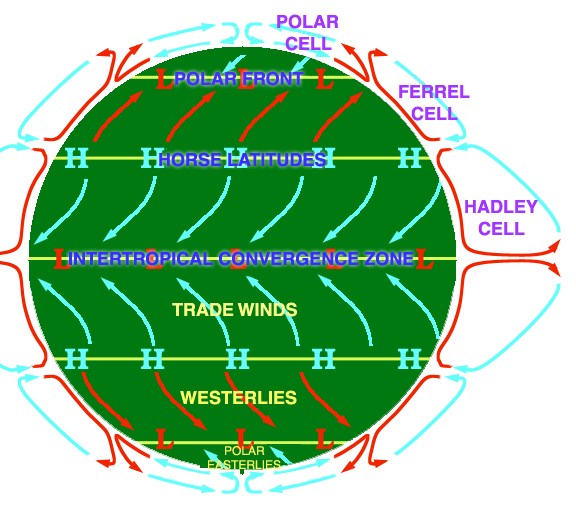
Esquema idealizado da circulação atmosférica

As circulações atmosféricas são movimentos fechados do escoamento atmosféricos provocados pela conservação de massa que constringe o movimento geral da atmosfera e pelas forças de pressão e empuxo como observadas da superfície da Terra, cuja observação é feita em um referencial em rotação.
A aplicação dos conhecidos teoremas de Bjerknes em conjunto com a equação de conservação de massa permite solucionar o escoamento atmosférico em diferentes escalas de movimento. A circulação atmosférica pode referir-se à circulação da brisa marítima e terrestre, que é um fenômeno de mesoescala, como também pode se referir ao escoamento médio anual de grande-escala, como é o caso das circulações de Hadley e Walker, associadas às ocorrências dos fenômenos de El Niño e La Niña.
A circulação atmosférica é o movimento de grande escala da atmosfera e o meio (juntamente com as correntes oceânicas) através do qual o calor é distribuído pela superfície da Terra.
Apesar da sua estrutura básica da circulação atmosférica global manter-se relativamente constante do ponto de vista climatológico (média de muitos anos), esta varia significativamente de ano para ano, ou ainda em escalas menores intra-sazonais.
Muitas vezes, em estudos teóricos e em modelagem computacional, a circulação geral da atmosfera é utilizada para definir um estado básico (ou de referência) para a atmosfera. Sobre esse estado básico, os fenômenos de menor escala temporal e espacial podem ser considerados como perturbações (ondas) sobrepostas ao estado básico, ou à circulação geral. É comum se falar da corrente de oeste do escoamento da alta troposfera, que em latitudes médias e altas pode ser considerado geostrófico também ou em balanço com as forças de curvatura centrípetas e centrífugas, em um referencial em rotação.
Os sistemas meteorológicos isolados que ocorrem imersos no escoamento de grande-escala (como as depressões das latitudes médias e as células convectivas tropicais) ocorrem quase ao "acaso", isto é, devido às instabilidades (termodinâmicas e dinâmicas) do escoamento atmosférico em diferentes escalas. Geralmente aceita-se que o tempo meteorológico não pode ser determinado pela integração das equações atmosféricas para além de um período relativamente de poucos dias e em um máximo 15 dias. A maioria dos modelos de previsão de tempo faz prognósticos que se estendem até 10 dias (ver Teoria do caos e Efeito borboleta). Apesar disso, a média de longo período destes sistemas, ou seja, o que se convenciona chamar de clima pode ser relativamente estável ao longo de vários anos.
As correntes de vento e os jet streams que envolvem o planeta são misturados por três grandes células: a Células de Hadley, as Células de Ferrel e as células polares.

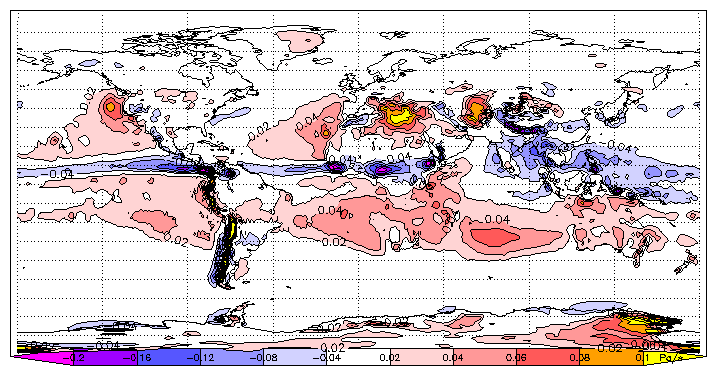
Velocidades verticais a 500 hPa (média de Julho). O ar ascendente (valores negativos) concentra-se junto ao equador solar, enquanto o ar descendente (valores positivos) é mais difuso

.

## Circulação geral da atmosfera
A circulação geral de larga escala do ar na troposfera é originada por o aquecimento desigual da superfície do solo. As diferenças de temperatura dos pólos e do equador, da terra e do mar vão originar movimentos do ar que são muito importantes no tempo meteorológico. À latitude 35º graus norte e sul, a superfície da terra recebe maior radiação do aquela que perde. Já nos pólos a quantidade de radiação absorvida é menor do que aquela que se perde. Se o calor, não fosse transportado do equador para os pólos o equador tornava-se cada vez mais quente. Se o frio não fosse transportado dos pólos para o equador, os pólos tornavam-se mais frios. A atmosfera é um grande agente de transporte de calor e a seguir está o oceano que transporta grande parte do calor terrestre.
Entre as mais importantes células de circulação global atmosféricas encontram-se a:
- Célula de Hadley - circulação no plano vertical-meridional (sul-norte)
- Célula de Walker - circulação no plano vertical-zonal (oeste-leste)

Essas células de circulação podem ser observadas nos campos médios anuais e suas posições médias determinadas a partir de médias temporais de longos períodos (i.e., de vários anos e tipicamente para períodos de 30 anos).

### Circulação de Hadley
A circulação de Hadley se origina pelo transporte de calor desde as zonas equatoriais até as latitudes médias, onde a quantidade de radiação solar incidente é normalmente muito menor. As células de Hadley estendem-se desde o equador até latitudes de aproximadamente 30º, em ambos os hemisférios. Este calor é transportado em um movimento celular, com o ar ascendendo por convecção nas regiões equatoriais e deslocando-se até as latitudes superiores, pelas camadas atmosféricas mais altas. A subida do ar quente no equador está acompanhada pela formação frequente de tempestades convectivas na chamada Zona de Convergência Intertropical.
A principal força motriz da circulação atmosférica é o aquecimento pelo Sol, que em média é maior no equador e menor nos polos. A circulação atmosférica transporta energia em direção aos polos, reduzindo assim o gradiente de temperatura entre o equador e os polos. Os mecanismos pelos quais isto acontece são diferentes nas latitudes tropicais e extratropicais.
Entre as latitudes 30°N e 30°S, este transporte de energia se dá por um mecanismo relativamente simples de movimento circular, com ar ascendente perto do equador, movimento em direção ao polo perto da tropopausa, ar descendente nos subtrópicos e retorno em direção ao equador perto da superfície. Já nas latitudes mais altas, o transporte de energia se dá por meio de ciclones e anticiclones, que fazem o ar relativamente quente se mover em direção ao polo e o ar frio em direção ao equador, no mesmo plano horizontal. A célula de circulação tropical é conhecida como célula de Hadley. Por que ela se estende somente até os 30 graus de latitude e o que determina a sua força são questões tratadas pela moderna meteorologia dinâmica.
Perto da tropopausa, à medida que o ar se move em direção ao polo na célula de Hadley, ele é desviado para leste pela Força de Coriolis, que desvia os ventos para a direita no hemisfério norte e para a esquerda no hemisfério sul, criando as correntes de jato subtropicais que fluem de oeste para leste. Analogamente, perto da superfície, o fluxo de retorno em direção ao equador é desviado para oeste pela força de Coriolis. Os ventos de superfície resultantes, com componentes em direção ao equador e ao oeste, são conhecidos como ventos alísios.

### Circulação de Walker

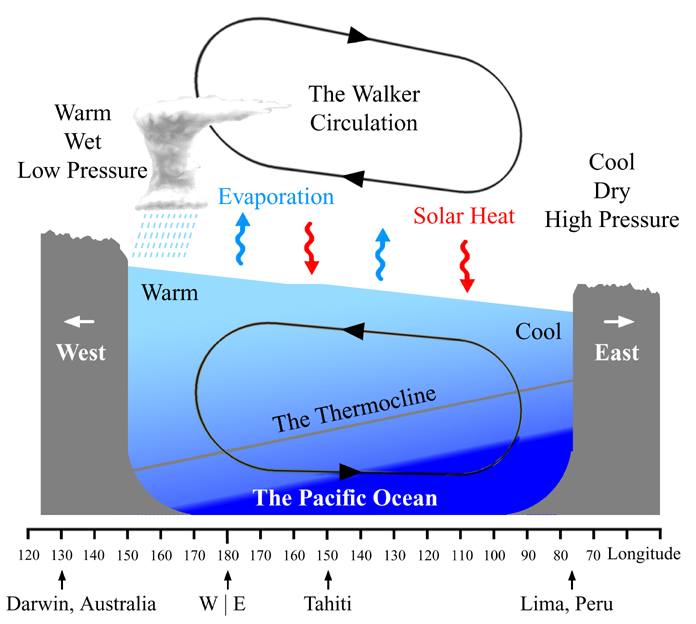
Um diagrama esquemático do quase-equilíbrio e da fase La Niña da oscilação sul. A circulação de Walker é vista na superfície como ventos alísios de leste que movem a água e o ar aquecido pelo sol em direção ao oeste. O lado oeste do Pacífico equatorial é caracterizado por um clima quente e úmido de baixa pressão, já que a umidade coletada é despejada na forma de tufões e tempestades. O oceano tem cerca de 60 cm mais alto no Pacífico ocidental como resultado deste movimento. A água e o ar são devolvidos ao leste. Ambos estão agora muito mais frios e o ar está muito mais seco. Um episódio de El Niño é caracterizado pela quebra desse ciclo de água e ar, resultando em água relativamente quente e ar humido no Pacífico oriental

A circulação de Walker, também conhecida como célula de Walker, é um modelo conceitual do fluxo de ar nos trópicos na baixa atmosfera (troposfera). De acordo com este modelo, as parcelas de ar seguem uma circulação fechada nas direções zonal e vertical. Essa circulação, que é mais ou menos consistente com as observações, é causada por diferenças na distribuição de calor entre o oceano e a terra. Foi descoberto por Gilbert Walker. Além dos movimentos nas direções zonal e vertical, a atmosfera tropical também tem movimentos consideráveis na direção meridional como parte, por exemplo, da Célula de Hadley.
O termo "circulação Walker" foi cunhado em 1969 pelo meteorologista norueguês-americano Jacob Bjerknes.

#### Metodologia de Walker
Gilbert Walker era um matemático aplicado estabelecido na Universidade de Cambridge quando se tornou diretor-geral de observatórios na Índia em 1904. Enquanto estava lá, ele estudou as características das monções do Oceano Índico, cuja falta de chuvas trouxe grande fome ao país em 1899. Analisando grandes quantidades de dados meteorológicos da Índia e do resto do mundo, nos quinze anos seguintes ele publicou as primeiras descrições da grande oscilação movimentada da pressão atmosférica entre os oceanos Índico e Pacífico e sua correlação com os padrões de temperatura e precipitação em grande parte das regiões tropicais da Terra, incluindo a Índia. Ele também trabalhou com o Departamento Meteorológico da Índia, especialmente na ligação das monções com o fenômeno da Oscilação Sul. Ele foi feito Companheiro da Ordem da Estrela da Índia em 1911.
Walker determinou que a escala de tempo de um ano (usada por muitos estudando a atmosfera) era inadequada porque as relações geoespaciais poderiam ser totalmente diferentes dependendo da estação. Assim, Walker quebrou sua análise temporal em dezembro-fevereiro, março-maio, junho-agosto e setembro-novembro.
Walker então selecionou uma série de "centros de ação", que incluíam áreas como a Península Indiana. Os centros ficavam no coração de regiões com altas e baixas pressões permanentes ou sazonais. Ele também acrescentou pontos para regiões onde a chuva, o vento ou a temperatura eram um controle importante.
Ele examinou as relações entre os valores de verão e inverno de pressão e precipitação, primeiro focalizando os valores de verão e inverno e, posteriormente, estendendo seu trabalho para a primavera e o outono.
Ele conclui que as variações de temperatura são geralmente governadas por variações de pressão e precipitação. Já havia sido sugerido que as manchas solares poderiam ser a causa das variações de temperatura, mas Walker argumentou contra essa conclusão mostrando correlações mensais de manchas solares com temperatura, ventos, cobertura de nuvens e chuva que eram inconsistentes.
Walker fez questão de publicar todas as suas descobertas de correlação, tanto de relacionamentos considerados importantes quanto de relacionamentos considerados sem importância. Ele fez isso com o objetivo de dissuadir os pesquisadores de se concentrarem em correlações que não existiam.

#### Efeitos oceânicos

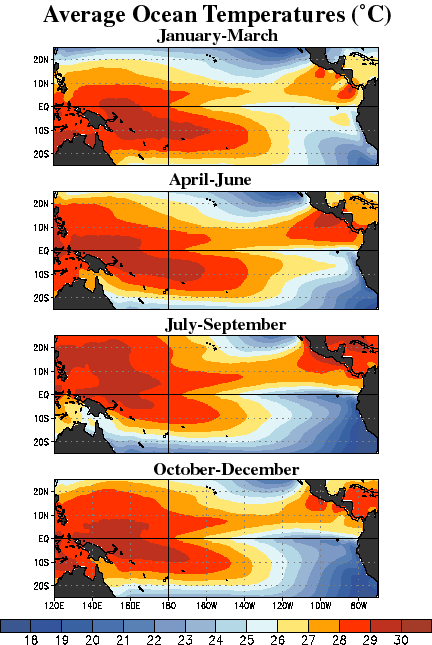
Temperaturas médias do Pacífico equatorial

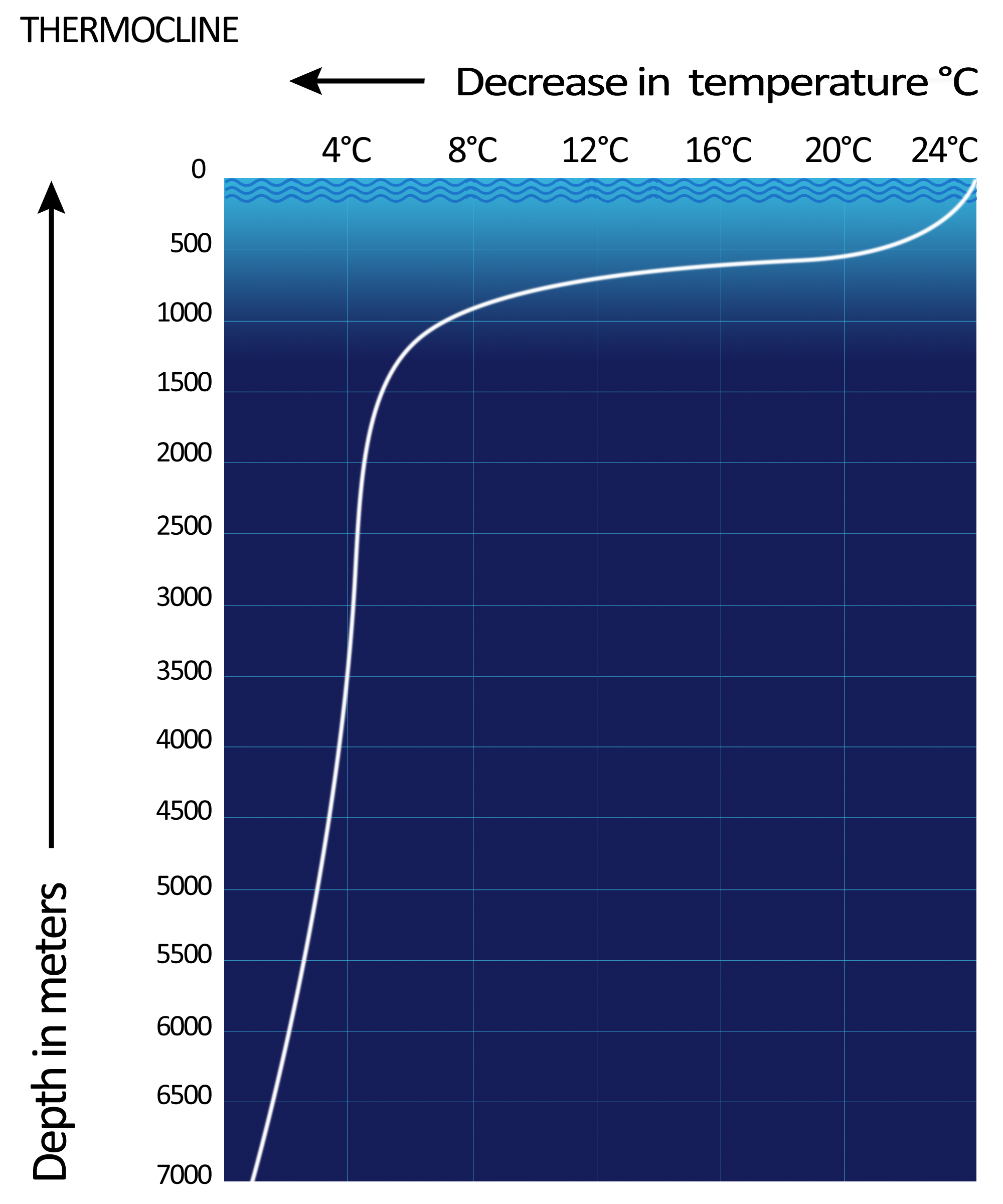
Gráfico mostrando uma termoclina de um oceano tropical (profundidade x temperatura). Observe a rápida mudança entre 100 e 1000 metros. A temperatura é quase constante após 1500 metros de profundidade

As Circulações Walker das bacias tropicais do Índico, Pacífico e Atlântico resultam em ventos de superfície de oeste no verão do norte na primeira bacia e ventos de leste na segunda e terceira bacias. Como resultado, a estrutura de temperatura dos três oceanos exibe assimetrias dramáticas. O Pacífico equatorial e o Atlântico têm temperaturas superficiais frias no verão do norte no leste, enquanto as temperaturas superficiais mais frias prevalecem apenas no Oeste do Oceano Índico. Essas mudanças na temperatura da superfície refletem mudanças na profundidade da termoclina.
Mudanças na circulação de Walker com o tempo ocorrem em conjunto com mudanças na temperatura da superfície. Algumas dessas mudanças são forçadas externamente, como a mudança sazonal do Sol para o Hemisfério Norte no verão. Outras mudanças parecem ser o resultado do feedback acoplado oceano-atmosfera em que, por exemplo, os ventos de leste fazem com que a temperatura da superfície do mar caia no leste, aumentando o contraste zonal de calor e, portanto, intensificando os ventos de leste na bacia. Esses ventos de leste aumentados induzem mais ressurgência equatorial e aumentam a termoclina no leste, ampliando o resfriamento inicial pelos ventos de sul. Este feedback acoplado oceano-atmosfera foi originalmente proposto por Bjerknes. Do ponto de vista oceanográfico, a língua fria equatorial é causada por ventos de leste. Se o clima da Terra fosse simétrico em relação ao equador, o vento cruzado equatorial desapareceria e a língua fria seria muito mais fraca e teria uma estrutura zonal muito diferente da observada hoje. A célula de Walker está indiretamente relacionada à ressurgência nas costas do Peru e do Equador. Isso traz água fria rica em nutrientes para a superfície, aumentando os estoques pesqueiros.

#### El Niño
A circulação de Walker é causada pela força de gradiente de pressão que resulta de um sistema de alta pressão sobre o leste do Oceano Pacífico e uma área de baixa pressão sobre a Indonésia. A circulação de Walker provoca uma ressurgência da água fria do mar profundo, resfriando a superfície do mar. O El Niño ocorre quando essa circulação diminui ou para, pois a circulação prejudicada ou inibida faz com que a superfície do oceano aqueça a temperaturas acima da média. Uma circulação de Walker acentuadamente aumentada causa um La Niña ao intensificar a ressurgência da água fria do mar profundo; que resfria a superfície do mar a temperaturas abaixo da média.
Um estudo científico publicado em maio de 2006 na revista Nature indica que a circulação de Walker tem diminuído desde meados do século XIX. Os autores argumentam que o aquecimento global é um provável fator causador do enfraquecimento do padrão de vento. No entanto, um estudo de 2011 do The Twentieth Century Reanalysis Project mostra que, além dos ciclos de Oscilação Sul do El Niño, a velocidade geral e a direção da circulação de Walker permaneceram estáveis entre 1871 e 2008.